# Festival de Gramado
El Festival de Gramado és un festival de cinema internacional que se celebra anualment a la ciutat brasilera de Gramado, Rio Grande do Sul, des de 1973. El 1992, el festival va començar a premiar pel·lícules llatinoamericanes produïdes fora del Brasil. És el festival de cinema més gran del país.

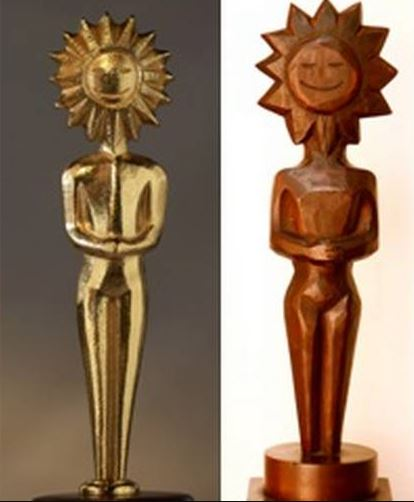
Kikito, premi del Festival

## Història
El Festival de Gramado va sorgir d'una petita mostra cinematogràfica celebrada a la capital gaúcha, Porto Alegre, la dècada 1960, quan el periodista i crític de cinema Paulo Fontoura Gastal, amb el suport de Horst Volk, llavors alcalde de Gramado, va decidir portar l'acte a Serra Gaúcha i convertir l'esdeveniment en el Festival de Cinema de Gramado.

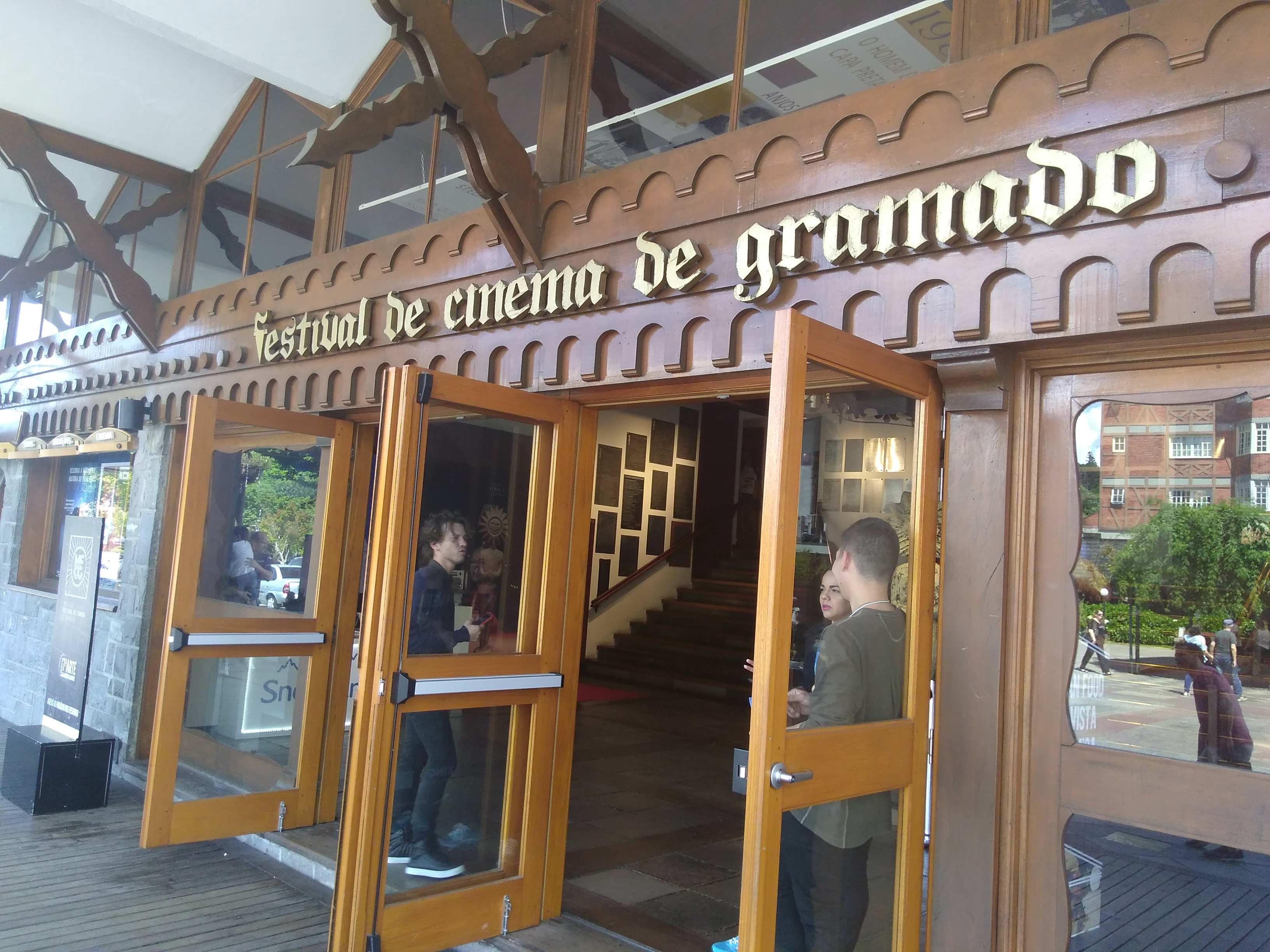

El Festival de Cinema Brasiler de Gramado va tenir el seu punt de partida en els espectacles promoguts durant la VIII Festa das Hortênsias. Mentre que el festival inaugural havia rebut un gran nombre de patrocinadors (Embrafilme, Funarte, Companhia Jornalística Caldas Júnior, secretaries de Turisme i Educació i Cultura de l'Estat, Associació de Cultura i Turisme de Gramado, amb el suport dels governs estatal i federal), la següent edició només va tenir lloc per la implicació de l'alcalde Wolk, que només va aconseguir el patrocini d'Ortopé, questa manca d'interès es deu al fet que la majoria de pel·lícules presentades a la segona edició són del gènere pornochanchada.
El gener de 1973 el festival fou oficialitzat per l'Instituto Nacional de Cinema (INC). Això va ser possible gràcies a l'entusiasme de la comunitat artística nacional, la premsa, els turistes i els locals, que va fer que tothom s'involucrés en un moviment amb l'objectiu de transformar la iniciativa en un acte oficial. Així va ser com l'Ajuntament de Gramado, a Companhia Jornalística Caldas Júnior, a Embrafilme, a Funarte i les secretaries de Turisme i Educació i Cultura de l'Estat van sortir en defensa de la idea i van fer-ho una realitat.
El 1r Festival de Cinema Brasiler de Gramado va tenir lloc del 10 al 14 de gener de 1973, que va tenir lloc cada any, primer a l'estiu, després a la tardor i, dels 90, al mes d'agost. Les primeres edicions estaven marcades pel sensacionalisme, la nuesa i la crisi de les estrelles que va competir per la fama a la Serra Gaúcha. Al mateix temps, la disputa per Kikito -el Déu de l'Alegria- va animar debats, va crear polèmica i va transformar la creació cinematogràfica nacional en l'únic tema per a artistes, directors, estudiosos del cinema, premsa. i públic en general. El festival es va establir en uns moments polítics difícils -els anys 70- esquivant la censura. L'any 1977 es va projectar per primera vegada una pel·lícula llatinoamericana, el drama argentí "La tregua", de Sergio Renán.
Des d'aleshores, Gramado s'ha convertit en un escenari que reflecteix les glòries i les crisis del cinema nacional. A partir dels 80, amb la millora dels debats sobre l'art i la cultura als espais del festival, l'esdeveniment va guanyar naturalment el títol d'un dels més grans d'aquest tipus al país. En complir els 15 anys de festival, el Cine Embaixador, on se celebra l'esdeveniment, va rebre obres d'ampliació, i va passar a denominar-se Palácio dos Festivais. Adjunt al palau, situat a l'avinguda Borges de Medeiros, hi ha el Museu del Festival de Cinema de Gramado.
El festival va passar per una crisi política i econòmica. El 1978, els cineastes Hector Babenco, Reginaldo Faria, João Batista de Andrade, entre d'altres, van publicar una carta reclamant el suport del govern a les produccions nacionals, que estaven perdent mercat davant les estrangeres. Al govern del president de la República Fernando Collor, es va editar un paquet de mesures provisionals, extingint entitats i lleis d'incentiu cultural, com Embrafilme el 1990.
L'any 1992, per primera vegada es va atorgar el premi principal a una pel·lícula estrangera, la comèdia colombiana Técnicas de duelo: una cuestión de honor, de Sergio Cabrera; l'espanyol Pedro Almodóvar va rebre el premi al millor director per Tacones lejanos.

## Premis
El festival concedeix premis en 24 categories (13 per a pel·lícules brasileres, vuit per a pel·lícules internacionals i tres premis especials). Els seus premis, anomenats "Kikitos", són estatuetes de 13 polzades creades per l'artesana Elisabeth Rosenfeld.

### Pel·lícules brasileres
- Millor pel·lícula
- Millor director
- Millor actor
- Millor actriu
- Millor actor secundari
- Millor actriu secundària
- Millor guió
- Millor muntatge de pel·lícula
- Millor fotografia
- Millor música original
- Millor direcció d'art
- Premi especial del jurat
- Premi del Jurat Popular

### Pel·lícules llatines
- Millor pel·lícula
- Millor director
- Millor actor
- Millor actriu
- Millor guió
- Premi especial del jurat
- Premi de la Crítica
- Premi del Jurat Popular

### Premis especials
- Trofeu Oscarito
- Trofeu Eduardo Abelin
- Trofeu Ciutat de Gramado